# Carolin Babcock
Pour les articles homonymes, voir Babcock et Stark.
Carolin Babcock (née le 26 mai 1912  - décédée le 25 mars 1987 à New York) est une joueuse de tennis américaine des années 1930. Elle est aussi connue sous son nom de femme mariée, Carolin Babcock-Stark.
Elle a notamment été finaliste aux Internationaux des États-Unis en 1932, battue par Helen Jacobs. En 1936, elle s'est imposée en double dames, associée à Marjorie Gladman Van Ryn.

## Palmarès (partiel)

### Finales en simple dames
| No | Date       | Nom et lieu du tournoi                  | Catégorie | Surface      | Vainqueure             | Score    |          |
| -- | ---------- | --------------------------------------- | --------- | ------------ | ---------------------- | -------- | -------- |
| 1  | 15/08/1932 | US National Championships, Forest Hills | G. Chelem | Gazon (ext.) | Helen Jacobs           | 6-2, 6-2 | Parcours |
| 2  | 28/09/1935 | Pacific Coast Championships, Berkeley   |           | Terre (ext.) | Ethel Burkhardt Arnold | 6-3, 6-3 | Parcours |

### Titre en double dames
| No | Date       | Nom et lieu du tournoi                 | Catégorie | Surface      | Partenaire       | Finalistes                | Score         |          |
| -- | ---------- | -------------------------------------- | --------- | ------------ | ---------------- | ------------------------- | ------------- | -------- |
| 1  | 03/09/1936 | US National Championships Forest Hills | G. Chelem | Gazon (ext.) | Marjorie Gladman | Helen Jacobs Sarah Fabyan | 9-7, 2-6, 6-4 | Parcours |

### Finales en double dames
| No | Date       | Nom et lieu du tournoi                 | Catégorie | Surface      | Vainqueures                | Partenaire       | Score         |          |
| -- | ---------- | -------------------------------------- | --------- | ------------ | -------------------------- | ---------------- | ------------- | -------- |
| 1  | 13/08/1934 | US National Championships Forest Hills | G. Chelem | Gazon (ext.) | Helen Jacobs Sarah Palfrey | Dorothy Andrus   | 4-6, 6-3, 6-4 | Parcours |
| 2  | 29/08/1935 | US National Championships Forest Hills | G. Chelem | Gazon (ext.) | Helen Jacobs Sarah Fabyan  | Dorothy Andrus   | 6-4, 6-2      | Parcours |
| 3  | 02/09/1937 | US National Championships Forest Hills | G. Chelem | Gazon (ext.) | Sarah Fabyan Alice Marble  | Marjorie Gladman | 7-5, 6-4      | Parcours |

## Parcours en Grand Chelem (partiel)
Si l’expression « Grand Chelem » désigne classiquement les quatre tournois les plus importants de l’histoire du tennis, elle n'est utilisée pour la première fois qu'en 1933, et n'acquiert la plénitude de son sens que peu à peu à partir des années 1950.

### En simple dames
| Année | Championnat d'Australie | Championnat d'Australie | Internationaux de France | Internationaux de France | Wimbledon      | Wimbledon        | US National | US National  |
| ----- | ----------------------- | ----------------------- | ------------------------ | ------------------------ | -------------- | ---------------- | ----------- | ------------ |
| 1932  | -                       | -                       | -                        | -                        | -              | -                | Finale      | Helen Jacobs |
| 1934  | -                       | -                       | 2e tour (1/16)           | Marie Luise Horn         | 4e tour (1/8)  | Margaret Scriven | -           | -            |
| 1936  | -                       | -                       | -                        | -                        | 3e tour (1/16) | Hilde Sperling   | -           | -            |

À droite du résultat, l’ultime adversaire.

### En double dames
| Année | Championnat d'Australie | Championnat d'Australie | Internationaux de France     | Internationaux de France | Wimbledon                   | Wimbledon                   | US National         | US National                |
| ----- | ----------------------- | ----------------------- | ---------------------------- | ------------------------ | --------------------------- | --------------------------- | ------------------- | -------------------------- |
| 1934  | -                       | -                       | 1er tour (1/16) Alice Marble | J. Gallay Ucci Manzutto  | 1er tour (1/32) Cruiskshank | Lolette Payot Muriel Thomas | Finale D. Andrus    | Helen Jacobs Sarah Palfrey |
| 1935  | -                       | -                       | -                            | -                        | -                           | -                           | Finale D. Andrus    | Helen Jacobs Sarah Fabyan  |
| 1936  | -                       | -                       | -                            | -                        | 1er tour (1/32) M. Gladman  | A. de Smidt Betty Nuthall   | Victoire M. Gladman | Helen Jacobs Sarah Fabyan  |
| 1937  | -                       | -                       | -                            | -                        | -                           | -                           | Finale M. Gladman   | Sarah Fabyan Alice Marble  |

Sous le résultat, la partenaire ; à droite, l’ultime équipe adverse.